# Macrogynoplax kanuku
Macrogynoplax kanuku és una espècie d'insecte plecòpter pertanyent a la família dels pèrlids.

## Descripció
- El mascle és blanc amb un lleuger tint verdós a la nervadura de les ales, les quals fan 9 mm de llargada.
- La femella és de color blanc amb un tint verdós i les seus ales anteriors fan 12 mm de llargària.[5]

## Distribució geogràfica
Es troba a Sud-amèrica: Guyana.